# Жуковка (Дмитровський міський округ)
Жу́ковка (рос. Жуковка) — присілок у складі Дмитровського міського округу Московської області, Росія.

## Населення
Населення — 340 осіб (2010; 270 у 2002).
Національний склад (станом на 2002 рік):
- росіяни — 86 %